# 이바라키시역
이바라키시역(일본어: 茨木市駅, いばらきしえき)은 일본 오사카부 이바라키시에 있는 한큐 전철 교토 본선의 역이다. 역 번호는 HK-69이다.
휴일에 운행되는 쾌속 특급 "게이 토레이"를 제외하고 평일 열차 운행표의 전 영업 열차가 정차한다.

## 역사
- 1928년 1월 16일: 신케이한 철도 아와지 ~ 다카쓰키초 역(현, 다카쓰키시 역)간 연장 개통과 동시에 이바라키역으로 영업 개시.
- 1930년 9월 15일: 게이한 전기철도의 합병에 따라, 게이한 전기철도 신케이한 선의 역이 됨.
- 1943년 10월 1일: 회사 합병으로 인하여 게이한신 급행전철(현, 한큐 전철)의 역이 됨.
- 1948년 1월 1일: 이바라키 정의 재편성에 따라 이바라키시역으로 역명 변경.
- 1949년 12월 1일: 신케이한 선이 교토 본선으로 노선명이 변경되어 본 역도 교토 본선의 역이 됨.
- 1988년: 상행선 고가화.
- 1991년 10월 5일: 쇼핑 몰 "로사이아" 개업.
- 1992년 3월 31일: 연속 입체 교차 사업 완료.
- 2001년 3월 24일: 특급 정차역이 됨.
- 2010년
  - 2월 3일: 3월 14일 실시 예정의 다이아 개정에 앞서 플랩식 발차표의 사용을 중단하고 LED식 발차표의 공용 개시.
  - 3월 14일: 이 날 실시의 다이아 개정으로 통근 특급과 쾌속(이 날의 다이아 개정으로 정기 열차로 운행)의 정차역으로 전체 열차 정차역이 됨. 이 다이아 개정으로 당역 시발의 준급 우메다 행(평일 아침에 운행)는 폐지되고 보통이 증편됨[1].
- 2011년 5월 14일: 쾌속 특급 "게이 토레이"의 운행이 개시되어 전 열차가 정차하는 것은 평일만 됨.

## 역 구조
대피 설비를 갖춘 섬식 승강장 2면 4선의 고가역이다. 승강장은 3층, 대합실과 개찰구는 역사의 2층에 있어 개찰구는 남북으로 1개소씩 있다(남쪽에는 역무원의 배치).
또 ,교토 방향에는 입환선이 있어 당역에서 오사카 방면으로 회차하여 보통열차가 운행된다.
역사 내에는 쇼핑몰 "로사이아", 오사카 부 기타오사카 적십자 혈액원, 한큐 이바라키 시 헌혈 룸이 있다.

### 승강장
| 번호 | 노선        | 방향 | 행선                                                               |
| ---- | ----------- | ---- | ------------------------------------------------------------------ |
| 1・2 | ■ 교토 본선 | 상행 | 다카쓰키시・가쓰라・아라시야마・가라스마・교토 방면                |
| 3・4 | ■ 교토 본선 | 하행 | 오사카 (우메다)・아와지・덴가차야・기타센리・고베・다카라즈카 방면 |

- 안쪽 2선(2,3번 선)이 주로 본선, 외측 2선(1,4번 선)이 대피선이다.

## 역 주변

### 니시구치
본 역과 도카이도 본선(JR 교토 선) 이바라키역 사이 거리로는 약 1.5km이며 두 역간 노선 버스로 연결된다.
- 이바라키 시청
  - 이바라키 시 관공서 내 우체국
- 소시오
- 이바라키 한큐혼도리 상가
  - 이바라키 타카세 우체국
- 이바라키긴자 중앙 상점가
- 이바라키신사이바시 상점가
- 이바라키 시립 이바라키 초등학교
- 이바라키 시립 요세이 중학교
- 오사카 부립 이바라키 고등학교
- 이바라키 시 복지 문화 회관
- 이바라키 시 소방 본부
- 이바라키 시립 나카조 도서관
- 이바라키 시립 가와바타야스나리 문학관
- 이바라키 시립 시민 체육관
- 이바라키 시립 나카조 시민 수영장
- 헬로우 워크 이바라키(공공 직업 안정소)
- 이바라키 세무서
- 이바라키 구 검찰청
- 이바라키 간이 재판소
- 이바라키 신사
- 이바라키 성터
- 긴테쓰 버스 이바라키 차고
- 스포츠 플라자 이바라키
  - 라이프 스포츠 KTV이바라키점
  - 코믹 버스터 한큐 이바라키시 역전점
  - SPORTSBARSTER 한큐 이바라키점
  - 버스터 볼 한큐 이바라키점
- 한큐 오아시스 이바라키오테마치점

### 기타구치
- 이바라키 시립 오이케 초등학교
- 이바라키 시립 나카쓰 초등학교
- 이바라키 시립 히가시 중학교
- 오사카 법무국 기타오사카 지국
- 이바라키 나카무라 우체국
- 샌디 후타바점
- 한큐히가시추오 상점가
  - 조신 전기 이바라키점
- 코지마×빅 카메라 이바라키점
- TSUTAYA한큐 이바라키점
- 도큐 스포츠 오아시스 이바라키점
- 이바라키 쇼핑 타운
  - 이온 스타일 신이바라키점
- 이바라키 드라이빙 스쿨(남문에서 무료 셔틀 버스 있음)

## 인접역
| 한큐 전철 ■ 교토 본선            | 한큐 전철 ■ 교토 본선 | 한큐 전철 ■ 교토 본선            |
| -------------------------------- | --------------------- | -------------------------------- |
| HK-03 주소 우메다 방면           | ■ 통근특급            | 다카쓰키시 HK-72 가와라마치 방면 |
| HK-63 아와지 우메다 방면         | ■ 특급 ■ 쾌속급행     | 다카쓰키시 HK-72 가와라마치 방면 |
| HK-68 미나미이바라키 우메다 방면 | ■ 쾌속 ■ 준급         | 다카쓰키시 HK-72 가와라마치 방면 |
| HK-68 미나미이바라키 우메다 방면 | ■ 보통                | 소지지 HK-70 가와라마치 방면     |